# Gulmu
Gulmu (Gourma) ist das afrikanische Königreich der Gourmantché.

## Geschichte
Es wurde von Diaba Lompo mit der Hauptstadt Pama gegründet. Später, im 18. Jahrhundert, verlegte Yendabri Gulmus Hauptstadt nach Fada N’Gourma. 
Gegen Ende des 19. Jahrhunderts, als die europäischen Kolonialmächte ins Innere Westafrikas vordrangen, lag Gulmu sowohl in der Interessensphäre der Deutschen als auch der Franzosen. Eine deutsche Expedition aus Togo unter Gruner und von Carnap-Quernheimb erreichte Pama im Januar 1895 kurz vor den Franzosen und schloss dann einen Vertrag mit dem König von Matiakoali. Die französische Expedition aus Dahomey unter Decoeur und Baud schloss einen Protektoratsvertrag mit Batchandé, dem König von Fada N'Gourma. Beide Kolonialmächte nahmen für sich in Anspruch, einen Vertrag mit dem wahren König von Gulmu abgeschlossen zu haben. Daher kamen 1897 die Franzosen Batchandé zu Hilfe, seinen Machtanspruch gegenüber aufsässigen Dörfern wie Diapaga, Tibga, Bilanga, Matiakoali, Diapaga und Maadaga mit Gewalt durchzusetzen. Gaston Thierry scheiterte indes mit dem verspäteten Versuch, in Pama eine deutsche Verwaltung aufzubauen. Der deutsch-französischen Einigung von 1897 folgte schon bald die Eingliederung ins französische Kolonialreich als 'Cercle de Fada N'Gourma', als Teil der französischen Kolonie Obervolta, dem heutigen Burkina Faso.
Das Königreich Gulmu besteht noch heute, allerdings ohne administrative Macht; der heutige König von Gulmu ist Koupiendiéli.